# Ligne 4 du T Zen
La ligne 4 du T Zen ou T Zen 4 est une  ligne de transport en commun en site propre francilienne entre Viry-Châtillon - La Treille et la Gare de Corbeil-Essonnes Zola, dans l'Essonne (91), en remplacement de l'actuelle ligne 4206 du réseau de bus Évry Centre Essonne. À sa mise en service, elle croisera notamment la ligne D du RER aux gares de Grigny-Centre, Orangis - Bois de l'Épine, Évry-Courcouronnes, Le Bras de Fer et de Corbeil-Essonnes, la ligne de tramway T12 aux stations Ferme Neuve et Évry-Courcouronnes - Centre-Ville - Université ainsi que la ligne de bus T Zen 1 à la gare de Corbeil-Essonnes Zola. Elle desservira ainsi l'agglomération d'Évry-Courcouronnes et notamment le centre commercial Le Spot et différentes zones denses d'habitat d'Évry-Courcouronnes.
Annoncée initialement pour le printemps 2024 puis pour l'automne 2024, la ligne entrera en service en 2025. Exploitée par Keolis, via sa filiale Transports intercommunaux Seine Sénart Essonne (TISSE), la ligne sera longue de 14 kilomètres. Le trajet complet entre Viry-Châtillon et Corbeil-Essonnes s'effectuera en 43 minutes.

Plan schématique de la ligne TZen 4.

## Histoire

Logo du TZen 4.

### Chronologie
- 2016 : déclaration d'utilité publique du projet
- 2021 : début des travaux préparatoires
- décembre 2022 : début des travaux d'infrastructure

### Le projet

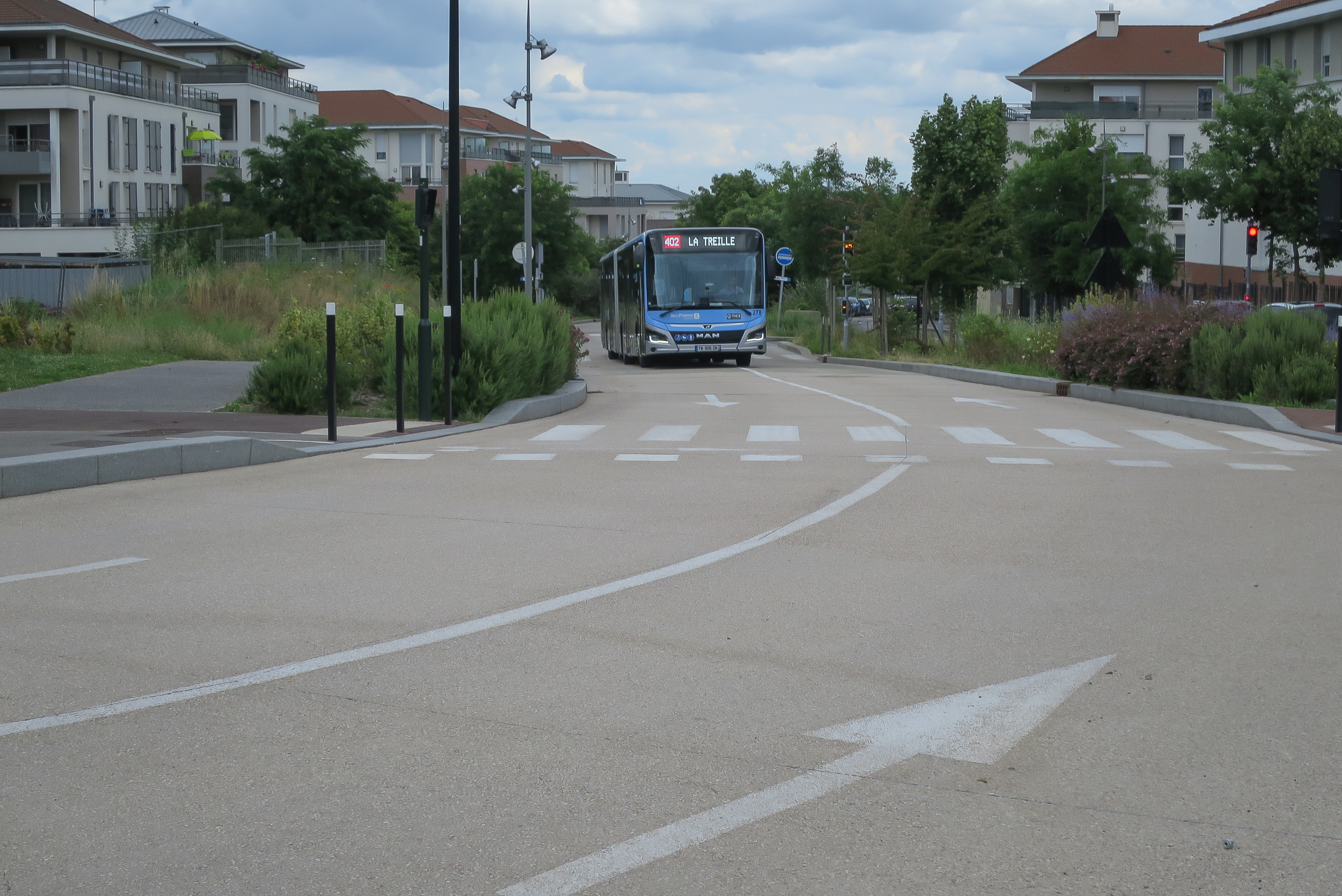
Un bus de la ligne 402 empruntant la future voie du TZEN 4 à Corbeil-Essonnes, entre la gare routière et la Nationale 7, en juillet 2021.

La ligne T Zen 4 Viry-Chatillion-Corbeil-Essonnes est inscrite dans le contrat de plan État-région (CPER) de la région Île-de-France. À présent dénommée T Zen 4, cette ligne répondra à une volonté d'Île-de-France Mobilités, afin d’améliorer la qualité et le niveau de service de la ligne 4206 en Essonne. En effet, celle-ci est la ligne de bus la plus fréquentée de grande couronne avec un trafic de plus de 26 000 voyageurs par jour depuis 2009.
Sa mise en service sera accompagnée d'une réorganisation du réseau de bus Évry Centre Essonne, qui a remplacé le réseau TISSE en janvier 2024, afin d'améliorer le fonctionnement des lignes préexistantes en coordonnant leur tracé avec celui du T Zen. Les dessertes de lignes de bus actuelles seront ainsi repensées et simplifiées afin de rationaliser au mieux les itinéraires, les moyens techniques et humains, en particulier pour les sections nord et sud de l'actuelle ligne 4206.

### Réalisation du projet
Les travaux d’infrastructures ont débuté en décembre 2022 pour une durée d'un an et demi. Ils consistent à réaliser les nouvelles voies dédiées aux bus (site propre) à Évry-Courcouronnes, Ris-Orangis, Grigny et Corbeil-Essonnes, à adapter le site propre existant aux bus de 24 mètres, transformer les arrêts du bus 402 en stations T Zen 4 plus spacieuses et mieux équipées et à réaliser les aménagements paysagers,. Ils consistent enfin à construire le centre opérationnel bus, à Corbeil-Essonnes, travaux qui ont démarré en septembre 2021, sur un ancien site logistique, qui a été démoli.
La réalisation du projet ayant pris du retard, vous trouverez ci-après les précédents plannings prévisionnels :
En mai 2011 :
- validation du dossier d'objectifs et de caractéristiques principales (DOCP) : 1er trimestre 2011 ;
- concertation préalable : 17 octobre au 4 décembre 2011[8] ;
- schéma de principe : 2013.

En mai 2016 :
- enquête publique : 30 mai au 4 juillet 2016 ;
- déclaration d'utilité publique : 2017 ;
- approbation de l'avant-projet et convention de financement : 2017 ;
- travaux : 2019 ;
- mise en service : horizon 2022.

En octobre 2021, la mise en service de la ligne était annoncée pour la fin de l'année 2023.

### Prochaines étapes
À partir de l'été 2024, la phase d'essais des équipements de la nouvelle ligne commencera suivie par celle des essais de circulation des bus bi-articulés et enfin par la marche à blanc, en vue d'une mise en service à l'automne 2024.

### Coût du projet
Le coût de réalisation de la ligne est estimé à 95 millions d'euros et le coût du matériel roulant à 10 millions d'euros. Les études sont financées à parité par la Région Île-de-France et le Conseil général de l’Essonne. L’exploitation et le matériel roulant seront intégralement financés par Île-de-France Mobilités.

## Tracé et stations

Tracé de la ligne.

### Tracé

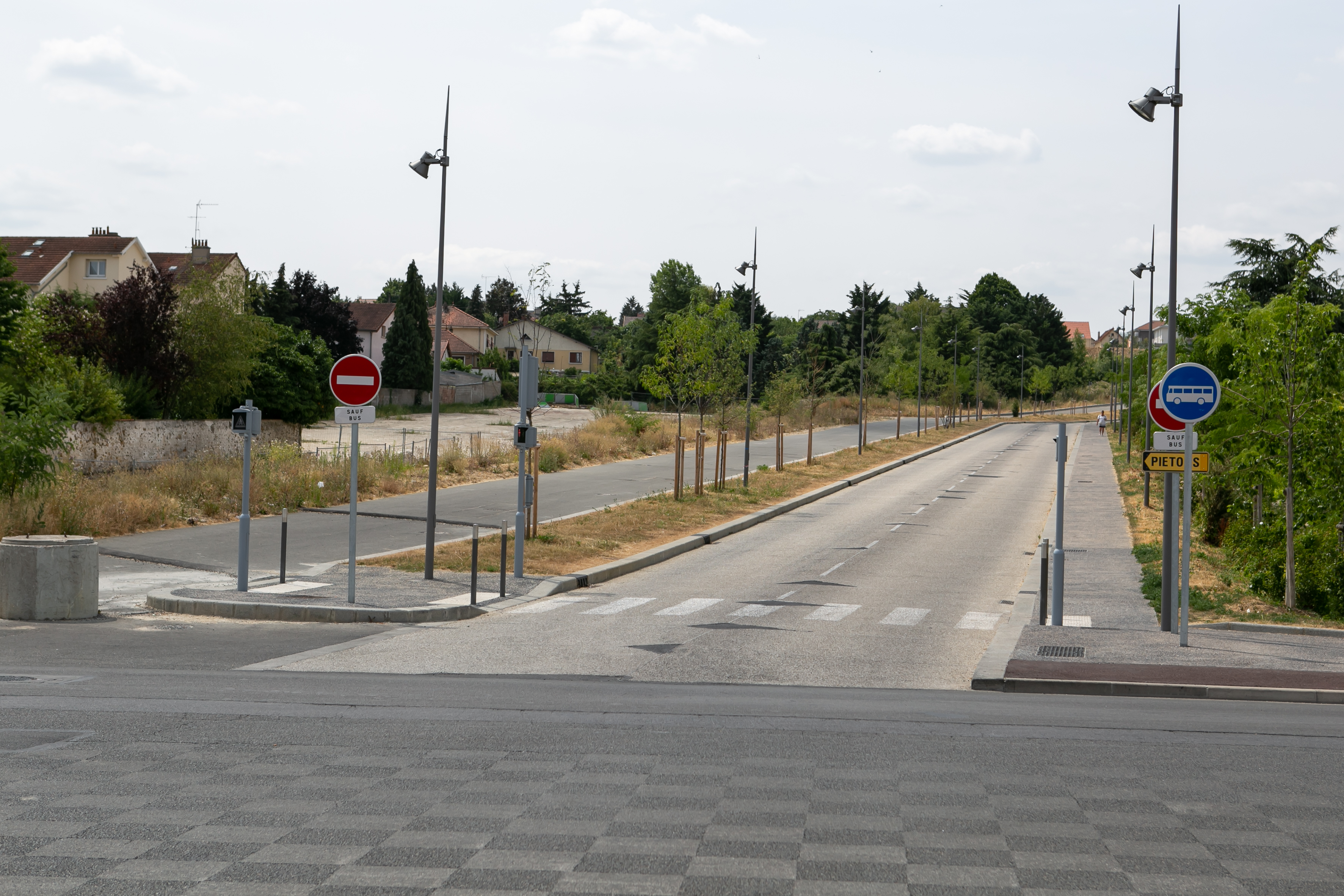
La voie en site propre de la ligne 4 du T Zen au niveau de la gare routière Émile-Zola à Corbeil-Essonnes.

La ligne 4 du T Zen sera longue de 14 kilomètres, desservira 30 stations sur un site propre sur la majeure partie de son parcours, réutilisant notamment le couloir de bus existant de la ligne 4206 sur 7,4 kilomètres.
Elle desservira les communes de Viry-Châtillon, Grigny, Ris-Orangis, Évry-Courcouronnes et de Corbeil-Essonnes, permettant au passage de desservir plusieurs lieux à la fréquentation importante : quartiers des Tarterêts, de l'Agora ( Centre Commercial Régional  "LE SPOT" ) ,des Épinettes, des Pyramides, du Plateau de Ris, de Grigny Centre et de la Grande Borne . 
De plus, les points stratégiques que sont le nouvel Hôpital Sud-francilien à Corbeil-Essonnes, la gare d'Évry-Courcouronnes Centre et le centre commercial régional Le Spot devraient apporter à la ligne 4 du T Zen, une fréquentation de forte ampleur. La ligne aboutira en gare de Corbeil-Essonnes en correspondance avec le RER D et  la ligne T Zen 1.

### Liste des stations
|  |   |  | Station                        | Zone | Communes                             | Correspondances          |
|  | - |  | ------------------------------ | ---- | ------------------------------------ | ------------------------ |
|  | ■ |  | La Treille                     | 4    | Viry-Châtillon                       |                          |
|  | • |  | Place de la Carpe              | 4    | Viry-Châtillon, Grigny               |                          |
|  | • |  | Centre de la Vie Sociale       | 4    | Grigny                               |                          |
|  | • |  | Le Damier                      | 4    | Grigny                               |                          |
|  | • |  | Ferme Neuve                    | 4    | Grigny                               | (T) · (12)               |
|  | • |  | Grigny Cœur de Ville           | 4    | Grigny                               |                          |
|  | • |  | Gare de Grigny-Centre          | 5    | Grigny                               | (RER) · (D)              |
|  | • |  | Collège Albert Camus           | 5    | Ris-Orangis                          |                          |
|  | • |  | Moulin à Vent                  | 5    | Ris-Orangis                          |                          |
|  | • |  | Auguste Plat                   | 5    | Ris-Orangis                          |                          |
|  | • |  | La Mare à Pilâtre              | 5    | Ris-Orangis                          |                          |
|  | • |  | Gare d’Orangis Bois de l'Épine | 5    | Ris-Orangis                          | (RER) · (D)              |
|  | • |  | Marchais Guesdon               | 5    | Évry-Courcouronnes                   |                          |
|  | • |  | Orme à Martin                  | 5    | Évry-Courcouronnes                   |                          |
|  | • |  | Lycée Georges Brassens         | 5    | Évry-Courcouronnes                   |                          |
|  | • |  | Jean Renoir                    | 5    | Évry-Courcouronnes                   |                          |
|  | • |  | Les Miroirs                    | 5    | Évry-Courcouronnes                   |                          |
|  | • |  | Agora                          | 5    | Évry-Courcouronnes                   |                          |
|  | • |  | Gare d’Évry-Courcouronnes      | 5    | Évry-Courcouronnes                   | (RER) · (D) · (T) · (12) |
|  | • |  | Jean Rostand                   | 5    | Évry-Courcouronnes                   |                          |
|  | • |  | Lisière des deux parcs         | 5    | Évry-Courcouronnes                   |                          |
|  | • |  | Place de la Commune            | 5    | Évry-Courcouronnes                   |                          |
|  | • |  | Place Jean Malézieux           | 5    | Évry-Courcouronnes                   |                          |
|  | • |  | Temps des Cerises              | 5    | Évry-Courcouronnes                   |                          |
|  | • |  | Gare du Bras de Fer            | 5    | Évry-Courcouronnes                   | (RER) · (D)              |
|  | • |  | Hôpital Sud Francilien         | 5    | Évry-Courcouronnes, Corbeil-Essonnes |                          |
|  | • |  | Lycée Robert Doisneau          | 5    | Corbeil-Essonnes                     |                          |
|  | • |  | Montagne des Glaises           | 5    | Corbeil-Essonnes                     |                          |
|  | • |  | Charles Robin                  | 5    | Corbeil-Essonnes                     |                          |
|  | ■ |  | Gare de Corbeil-Essonnes Zola  | 5    | Corbeil-Essonnes                     | (RER) · (D)              |

(Les stations en gras serviront de départ ou de terminus à certaines missions.
Attention, tous les noms de stations, précédemment énoncés, ne sont pas forcément définitifs. De ce fait, ils peuvent encore être modifiés d’ici la mise en service de la ligne.)

### Aménagement des stations

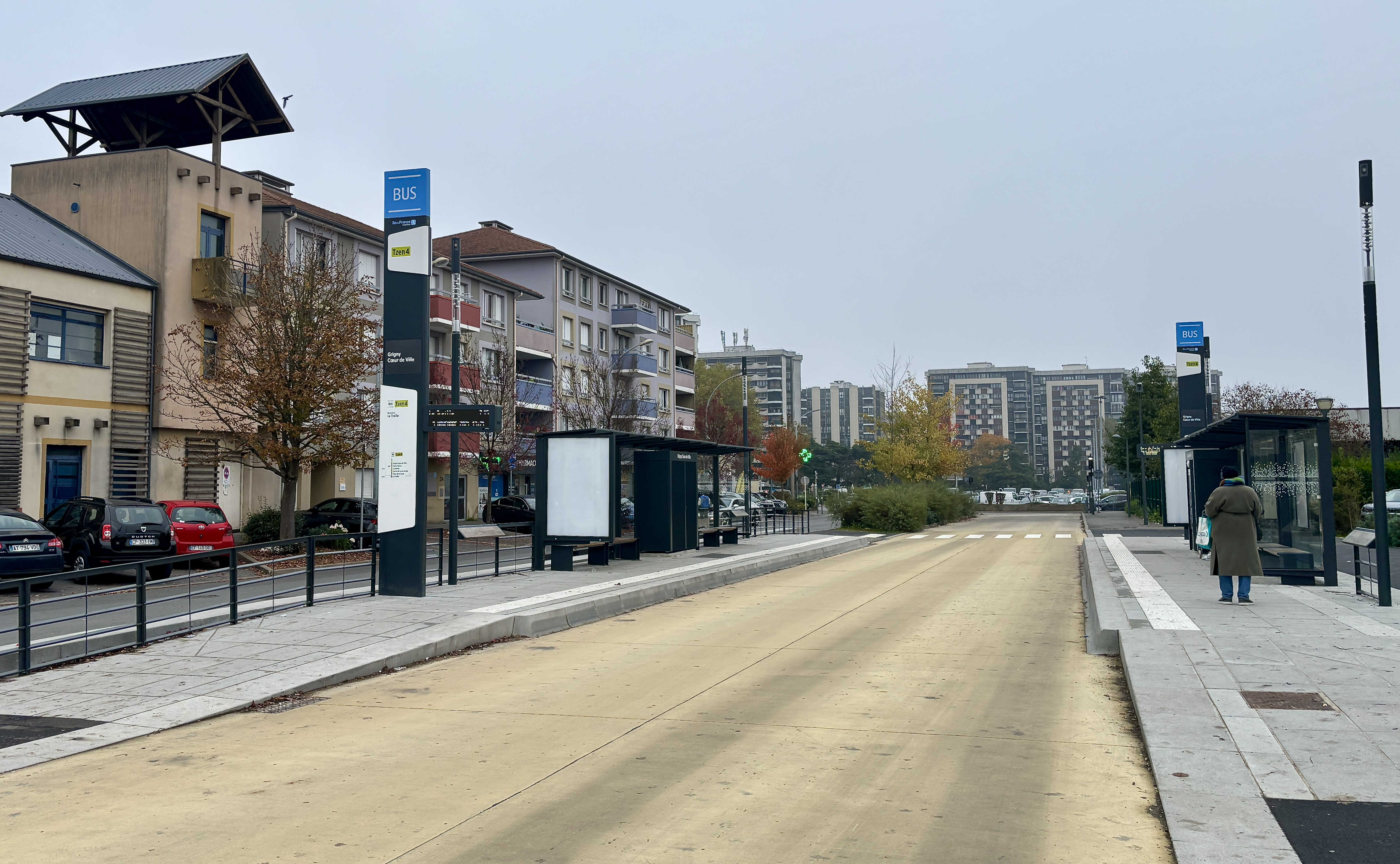
La station Grigny - Cœur de ville.

Les nouvelles stations du T Zen 4 remplaceront les arrêts actuels de la ligne de bus 402. Elles seront plus spacieuses pour accueillir des véhicules de 24 mètres contre 18 mètres jusqu'à présent et mieux équipées. Les quais seront équipés de bancs, d'abris et de bornes de vente de titre de transport en station. Elles disposeront également d'écrans d’information en temps réel, ainsi que de caméras de vidéo-protection.
Elles seront accessibles aux personnes à mobilité réduite car elles seront rehaussés au même niveau que les bus pour faciliter la montée et la descente des voyageurs. Des dispositifs d’annonces sonores et visuels permettront de partager l’information voyageur avec tous les usagers. Enfin, pour aider les personnes malvoyantes, des bandes en relief seront installées sur les quais au sol et des motifs sont dessinés sur les vitres des abris.

## Exploitation
La ligne 4 du T Zen sera exploitée par Keolis, à travers la filiale Transports intercommunaux Seine Sénart Essonne (TISSE), entreprise désignée lors du conseil d’administration du 28 juin 2023 d’Île-de-France Mobilités, pour une durée de délégation de 84 mois. TISSE est également responsable du réseau de bus Évry Centre Essonne dont dépend la ligne 402 existante.
Elle fonctionnera entre 5 h et 1 h, à raison d'un bus bi-articulés de 24 mètres toutes les 5 minutes en heure de pointe et toutes les 8 à 10 minutes aux heures creuses . Les bus relieront Viry-Châtillon - La Treille à la Gare de Corbeil Essonnes Zola en 43 minutes grâce à une priorité donnée aux feux tricolores des carrefours sur les portions en site propre. 

### Matériel roulant

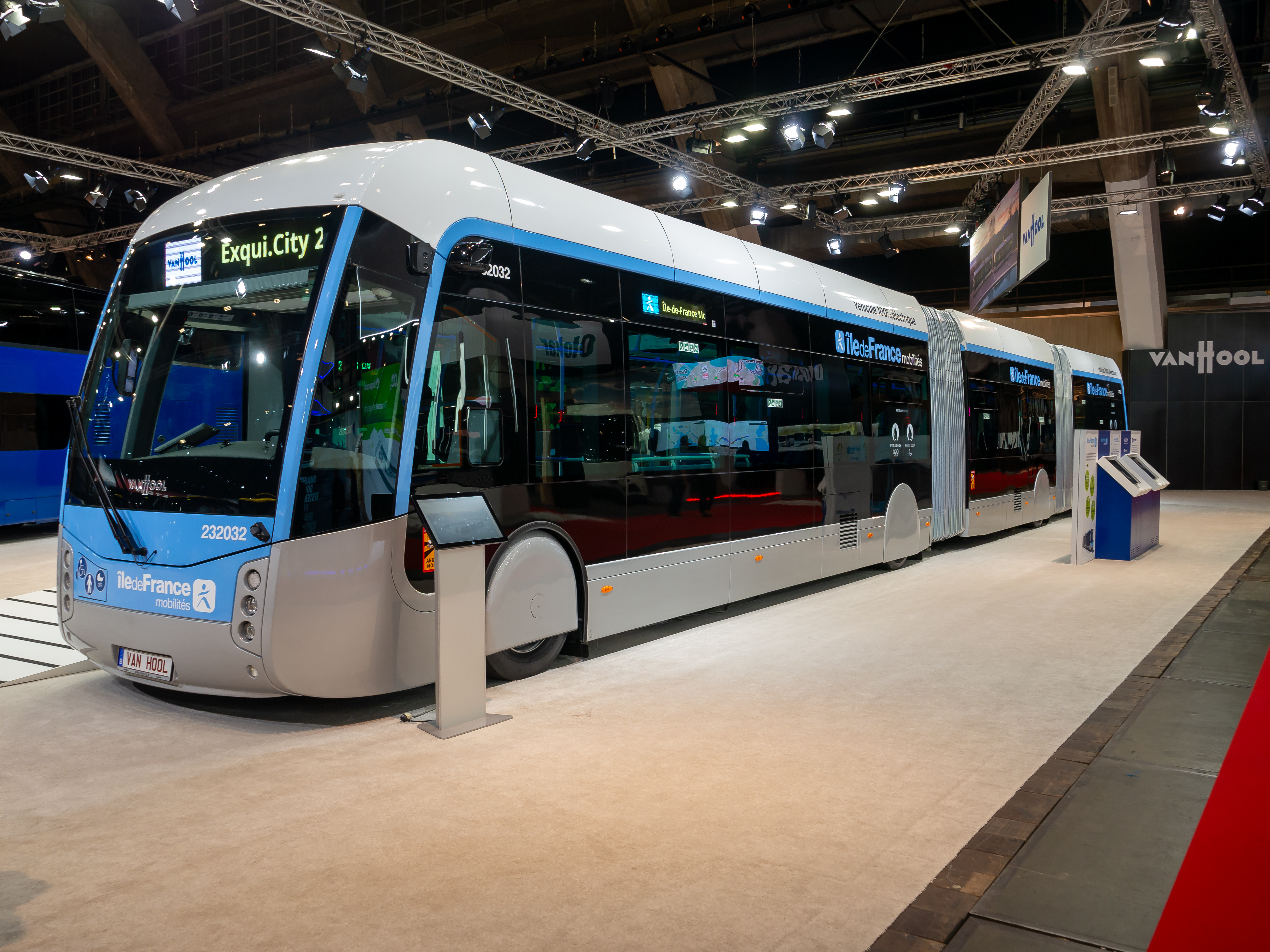
Le Van Hool ExquiCity 24 m no 232032 exposé lors du salon Busworld Europe 2023, en octobre 2023.

La ligne T Zen 4 sera équipée de bus bi-articulés Van Hool ExquiCity longs de 24 mètres, fournis par le groupement VanHool/Alstom. Ces nouveaux véhicules seront entièrement électriques et circuleront grâce à un rechargement au sol réalisable en 5 minutes. Ils seront accessibles aux Personnes à mobilité réduite (PMR). Ils pourront accueillir 140 personnes à bord, contre 100 personnes dans les bus articulés de la ligne 402 actuelle. D'après l'autorité organisatrice, ils seront également lumineux et équipés de portes coulissantes larges et de ports USB ainsi que d'un système de vidéosurveillance. Enfin, une solution innovante, d'après les promoteurs du projet, sera mise en place pour la climatisation et le chauffage : chaque bus sera équipé de deux pompes à chaleur, sur le toit, permettant une réduction de moitié de la consommation d'énergie.

Sélection de vues intérieures et extérieures des Van Hool ExquiCity 24 m
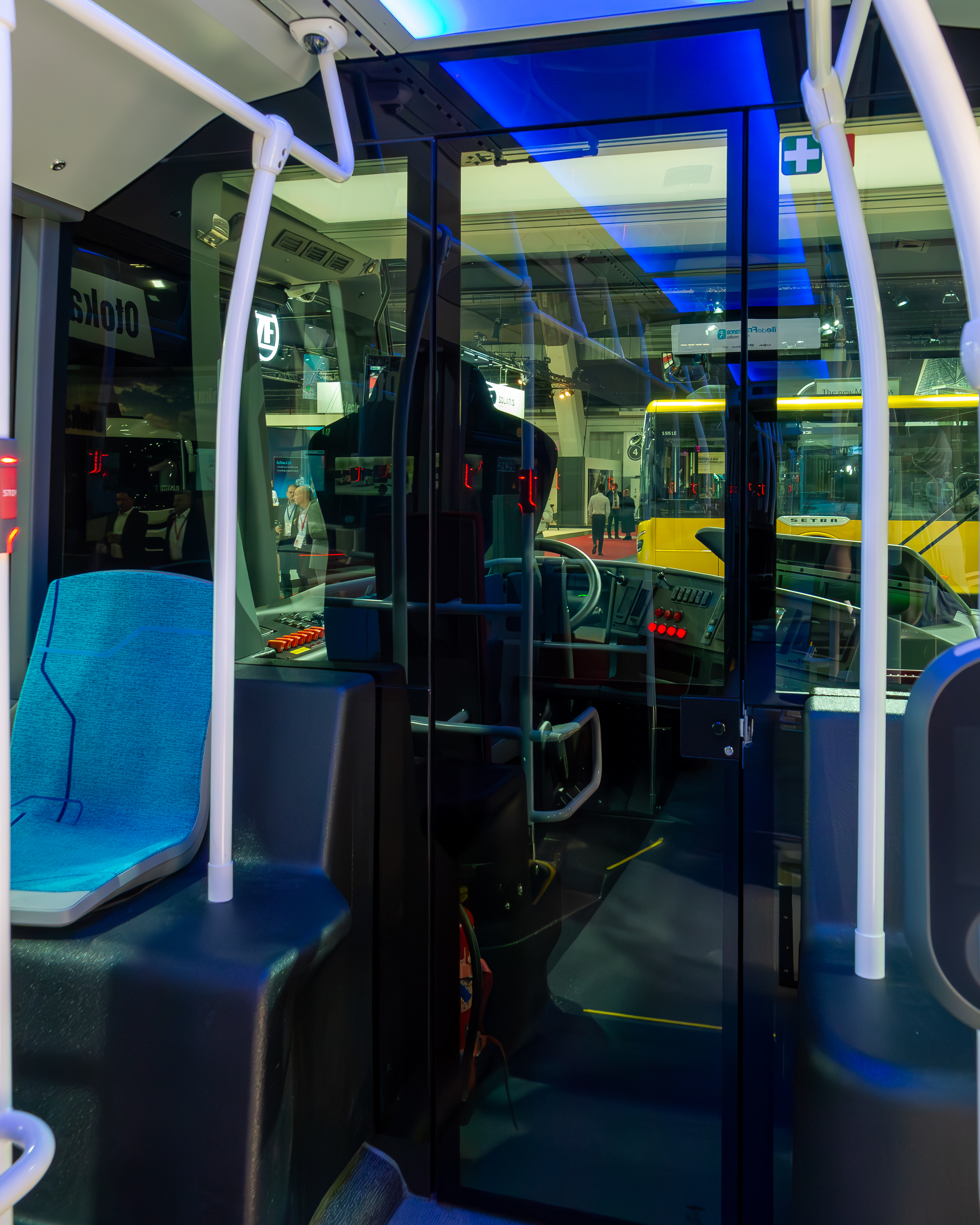
Vue du poste de conduite depuis l'espace voyageurs.
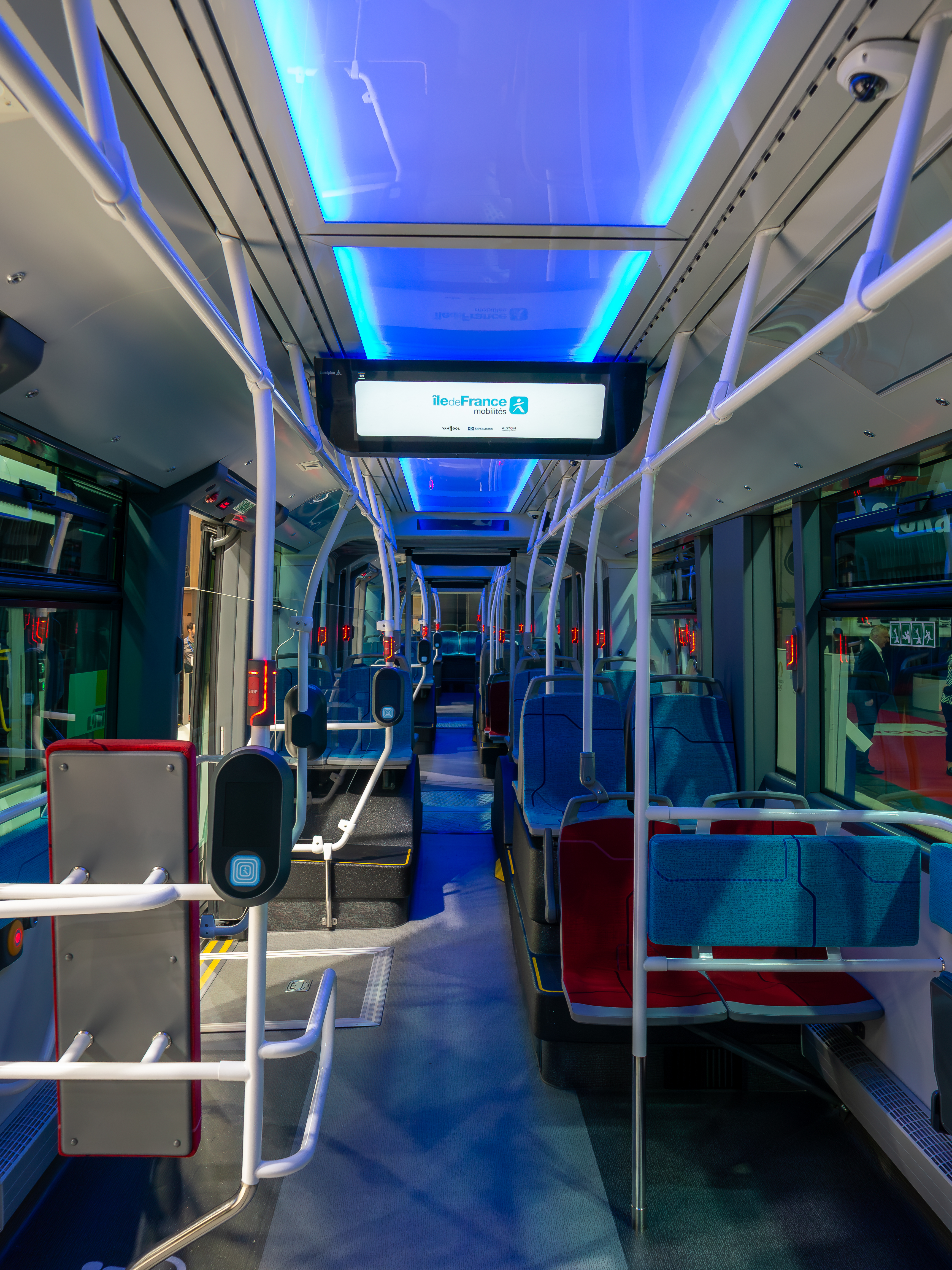
Vue générale de l'intérieur
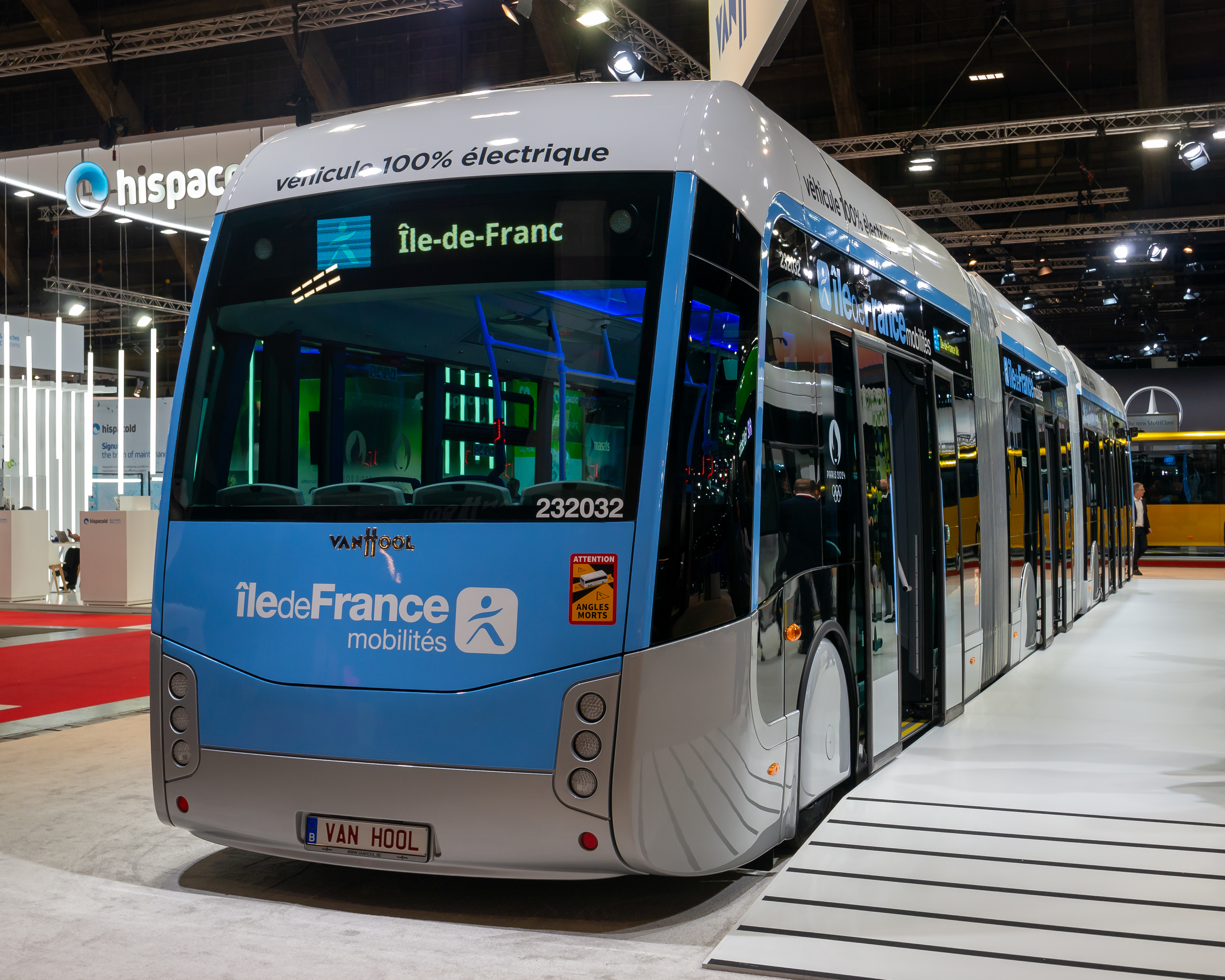
Vue depuis l'arrière du véhicule.
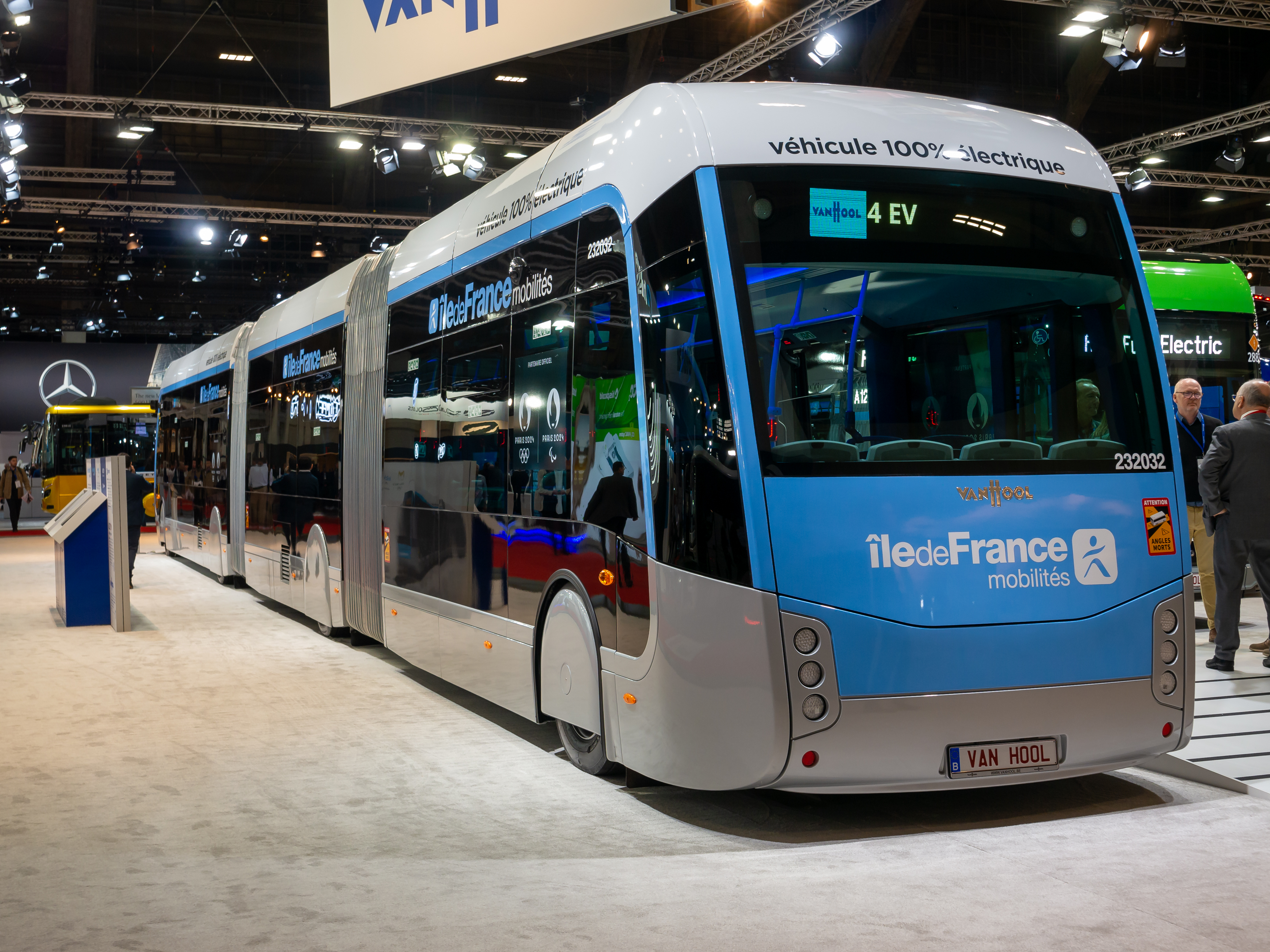
Autre vue depuis l'arrière du véhicule.

Le premier bus est livré le 19 décembre 2023 au centre opérationnel bus de Corbeil-Essonnes.

### Centre opérationnel bus
La ligne T Zen 4 sera gérée depuis le centre opérationnel bus (COB) de Corbeil-Essonnes. En effet, il accueillera l'équipe d'exploitation et le poste de commandement de la ligne. Le COB permettra également d'assurer le garage des bus, leur rechargement électrique, leur nettoyage ainsi que leur maintenance. Il pourra accueillir au total 110 agents à terme.

### Trafic escompté
Le trafic attendu s'élève à 47 000 voyageurs par jour.

### Tarification et financement

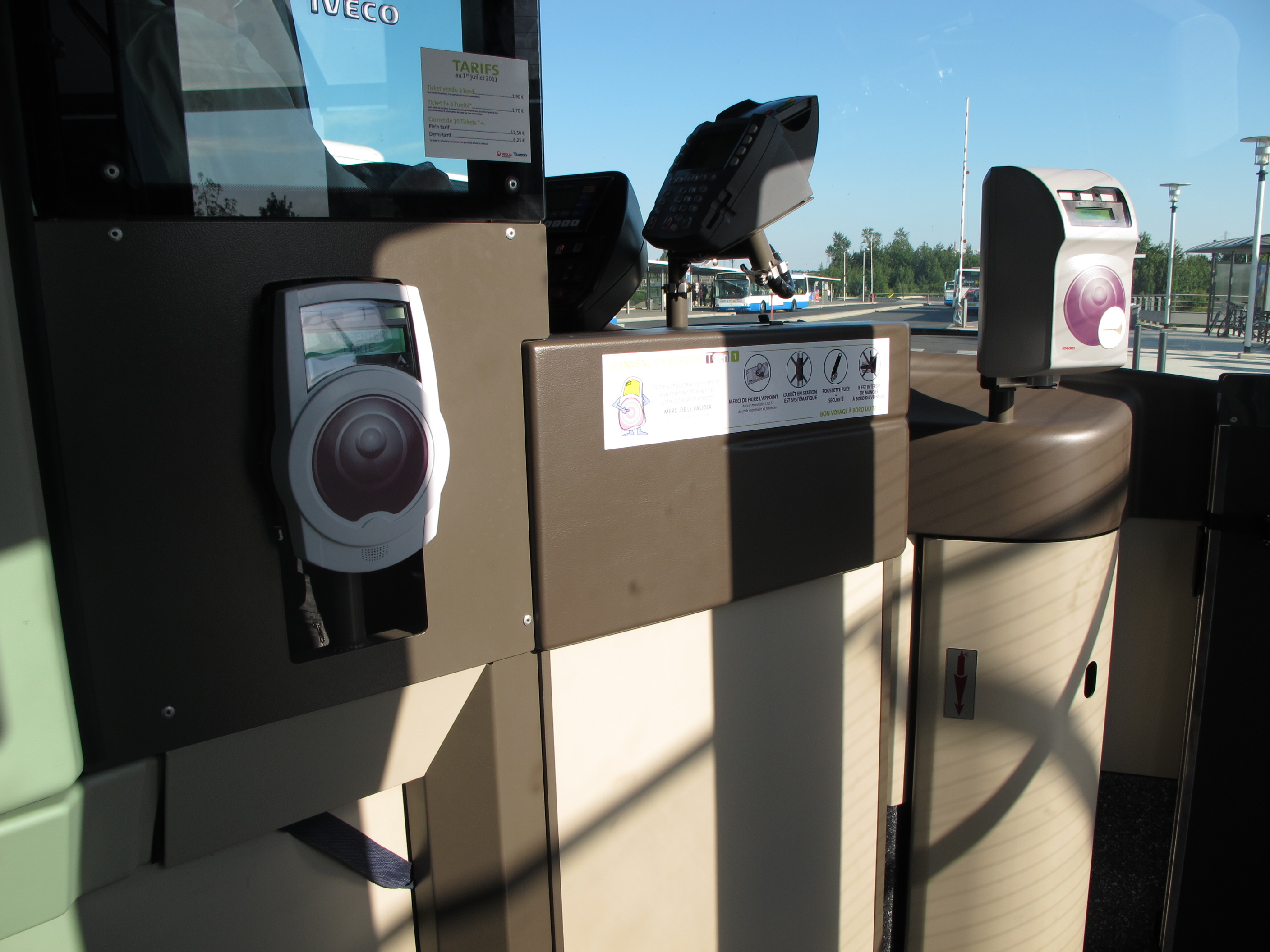
Validateurs pour passes Navigo (à gauche) et pour tickets carton (à droite) présents dans les bus et tramway.

La tarification des lignes T Zen est identique à celle de tous les réseaux de bus franciliens et accessibles avec les mêmes abonnements. Un ticket « bus-tram », qui remplace le ticket t+ au 1er janvier 2025, permet un trajet simple quelle que soit la distance, avec une ou plusieurs correspondances possibles avec les autres lignes de bus et de tramway pendant une durée maximale de 1 h 30 entre la première et dernière validation. En revanche, un ticket validé dans un bus ne permet pas d'emprunter le métro, ni le Transilien et le RER. 
Le financement du fonctionnement des lignes (entretien, matériel et charges de personnel) est assuré par les exploitants des lignes. Cependant, les tarifs des billets et abonnements dont le montant est limité par décision politique ne couvrent pas les frais réels de transport. Le manque à gagner est compensé par l'autorité organisatrice, Île-de-France Mobilités, présidée depuis 2005 par le président du conseil régional d'Île-de-France et composé d'élus locaux. Elle définit les conditions générales d'exploitation ainsi que la durée et la fréquence des services. L'équilibre financier du fonctionnement est assuré par une dotation globale annuelle aux transporteurs de la région grâce au versement mobilité payé par les entreprises et aux contributions des collectivités publiques.